# Katharina Zell
Katharina Zell, född Schütz 1498, död 5 september 1562, var en tysk reformator och författare.
Hon var född i en köpmansfamilj i Strassburg och gifte sig 1523 med prästen vid katedralen i Strassburg, Mattias Zell (d. 1548). Hon var en av de första kvinnor under reformationen som gifte sig med en präst. Hon utgav 1524 sin första skrift och deltog genom sitt författarskap i den offentliga debatten till förmån för reformationen. Hon beskrivs som högt bildad och självständig, och hon beskrev sig som sin makes jämlika partner och förde fram möjligheterna för kvinnor att spela en viktig samhällsroll inom reformationen. Hon var dock ett undantag inom reformationen, där kvinnor tvärtom ofta fick en sämre ställning i början till följd av avskaffandet av nunneordnarna, och ifrågasattes av samtida manliga debattörer som ansåg att hon försummade sin plikt som hustru. 